# منتخب فرنسا لكرة اليد الشاطئية للسيدات
منتخب فرنسا لكرة اليد الشاطئية للسيدات هو منتخب فرنسا الوطني في رياضة كرة اليد الشاطئية، يدار من قبل الاتحاد الفرنسي لكرة اليد ويمثل فرنسا في المنافسات الدولية.